# Treslon

Treslon este o comună în departamentul Marne, Franța. În 2009 avea o populație de 186 de locuitori.